# 馬込站
馬込站（日语：／ Magome eki */?）是位於日本東京都大田區北馬込二丁目，屬於東京都交通局（都營地下鐵）淺草線的鐵路車站。車站編號是A 02。

## 歷史
- 1968年（昭和43年）11月15日：都營地下鐵1號線戶越站開業。
- 1978年（昭和53年）7月1日：1號線改稱為淺草線。
- 2013年（平成25年）4月1日：業務委託化。

## 車站構造
本站是島式月台1面2線地下車站。剪票口與月台之間設有電梯與電扶梯。廁所設於月台的中延方向尾端。過去站內曾設有定期券售票處，2008年2月15日結束營業後改設粉紅色的自動售票機。
2008年8月20日至2010年5月22日，本站進行無障礙對應工程與防災對應工程，A3出入口暫時關閉。工程開始前的中延側剪票口前有個稱作「Panorama Oasis」（パノラマオアシス）的「淺草線馬込文庫」，之後於2009年撤除。另外，2011年度，月台側壁改用白色與粉紅色壁面。
本站業務已委託給東京都營交通協力會。

### 月台配置
| 月台 | 路線   | 目的地                                             |
| ---- | ------ | -------------------------------------------------- |
| 1    | 淺草線 | 往西馬込                                           |
| 2    | 淺草線 | 押上、京成本線、北總線、（泉岳寺轉乘）京急本線方向 |

（來源：都營地下鐵:車站構內圖 （页面存档备份，存于））

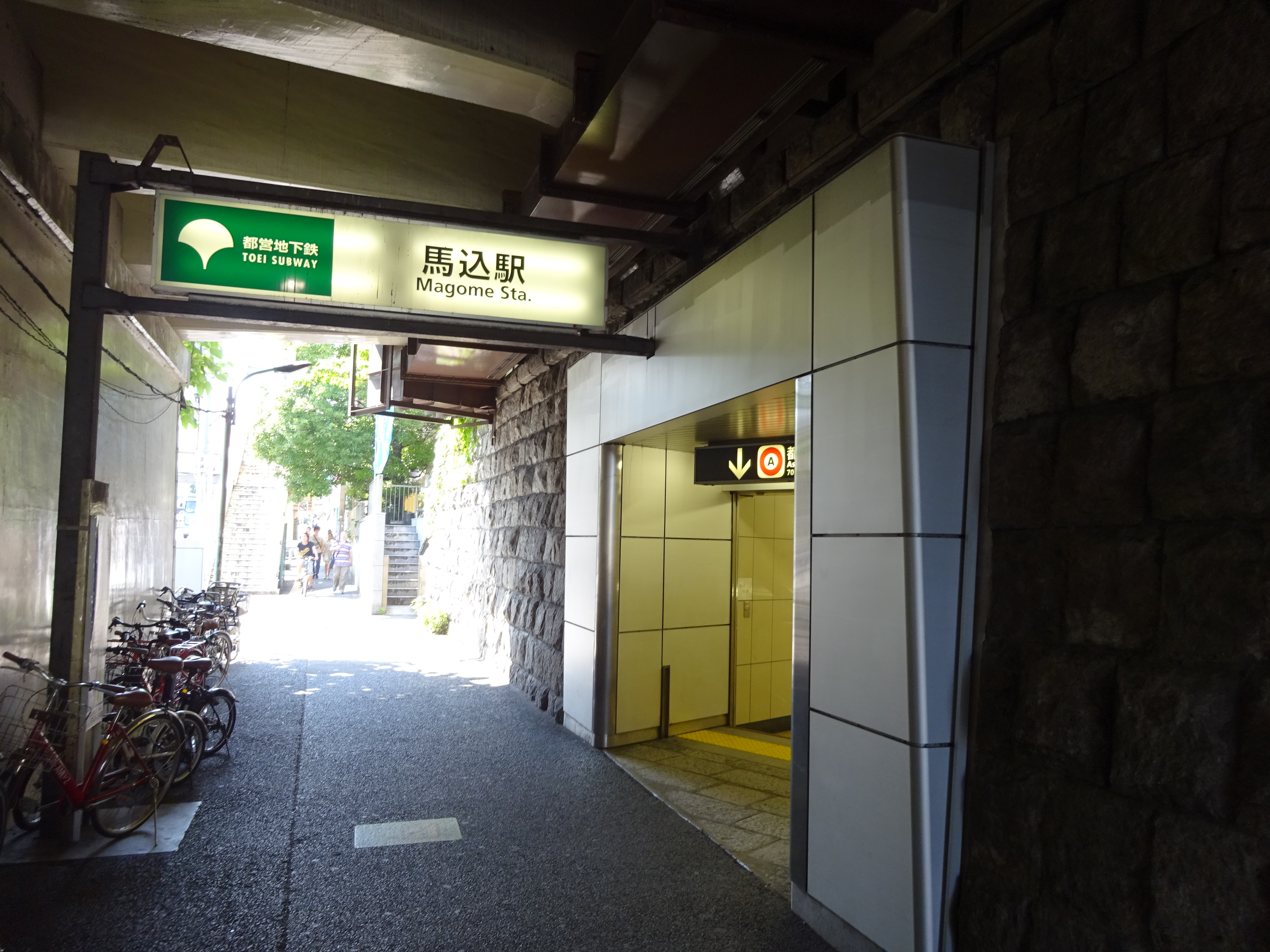
A1出入口（2016年6月18日）
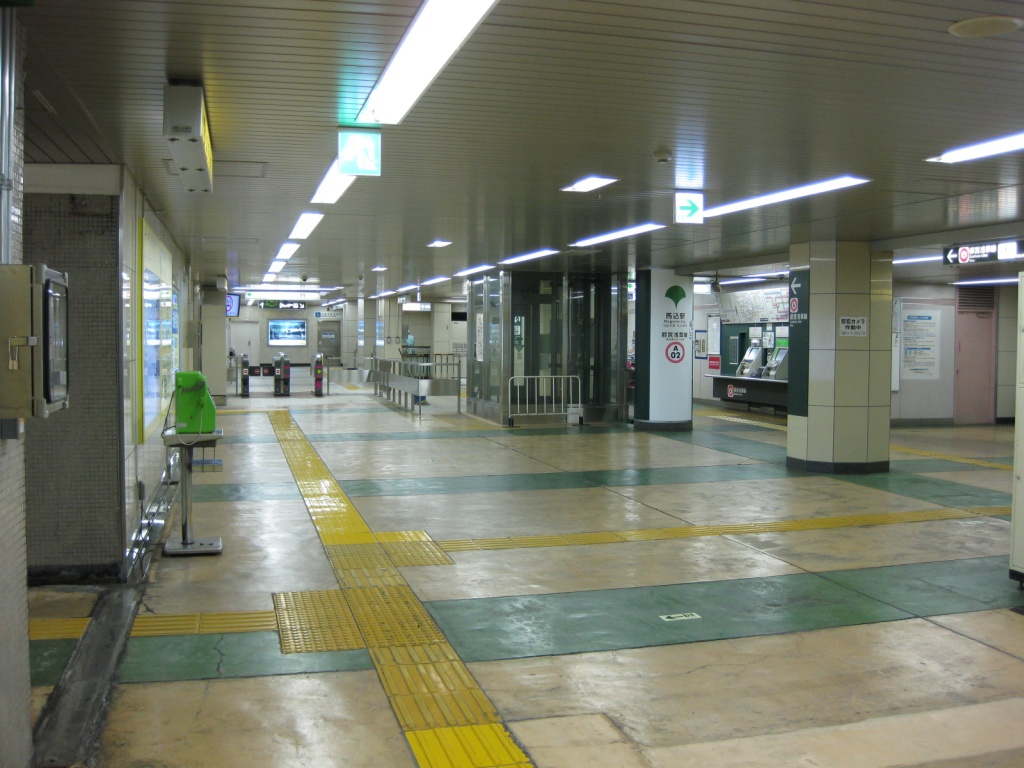
東馬込、北馬込方向閘口（2010年9月19日）
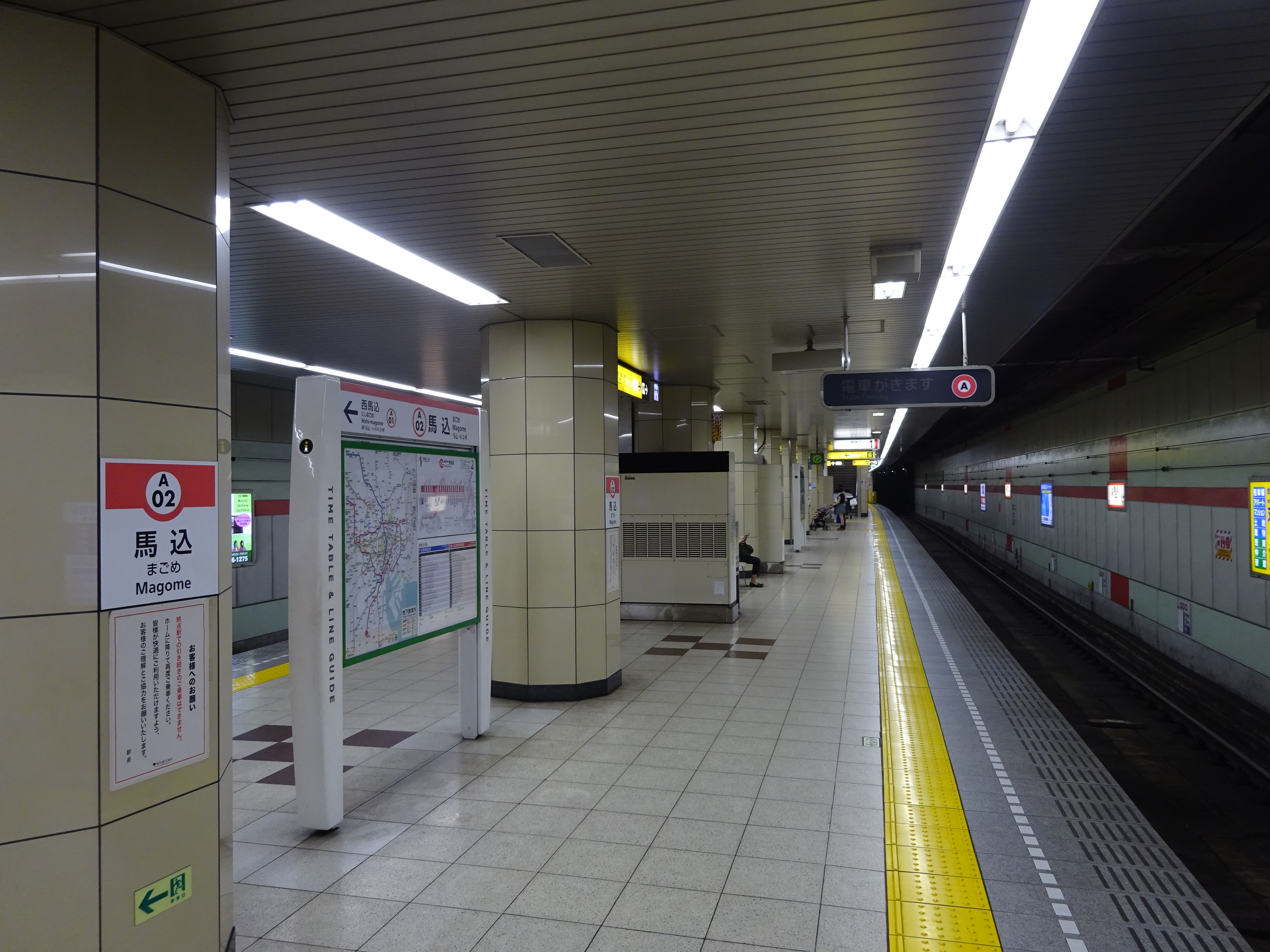
月台（2016年6月18日）
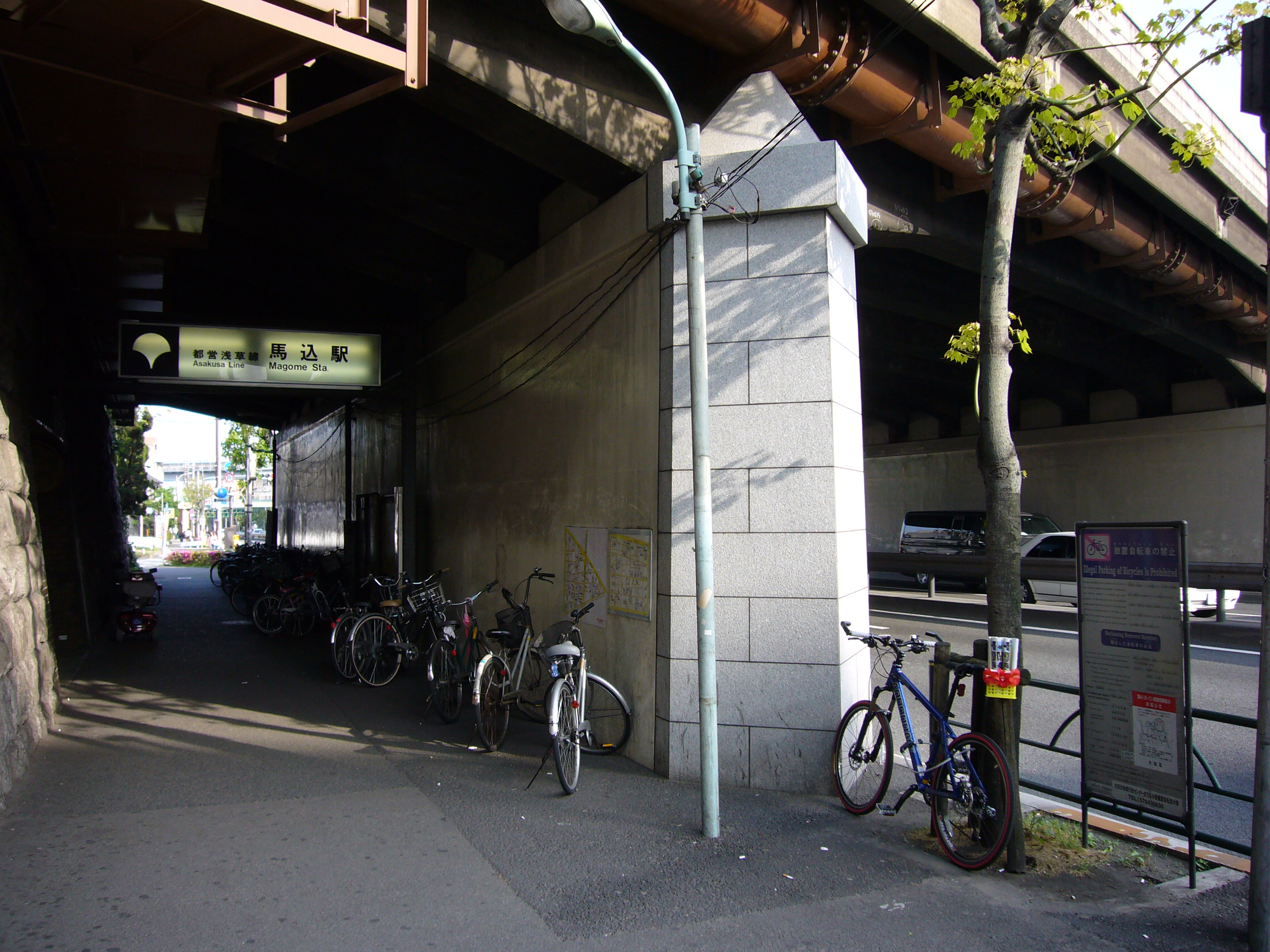
A1出口（2006年5月5日）
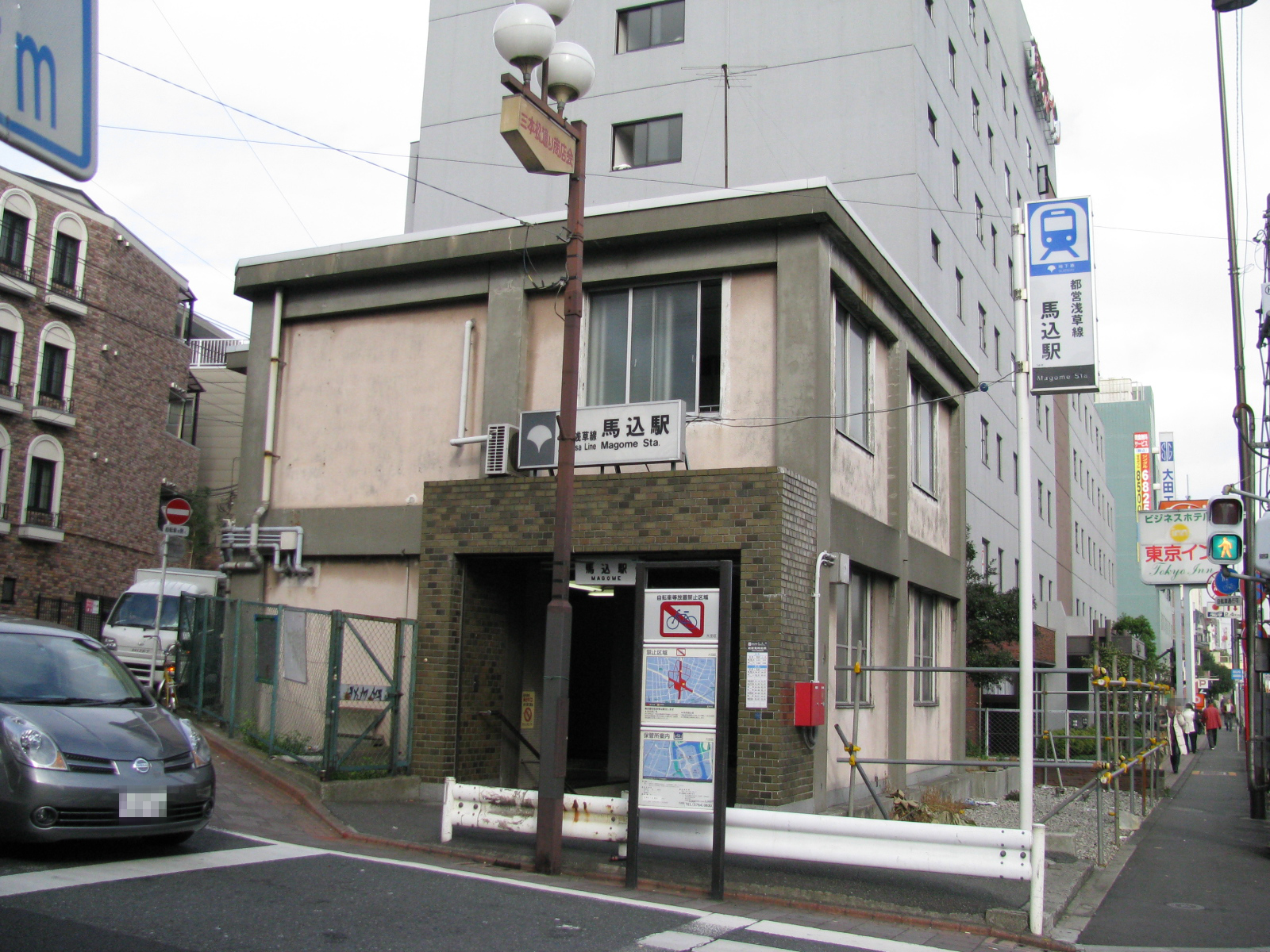
更新前的A3出口（2007年1月12日）
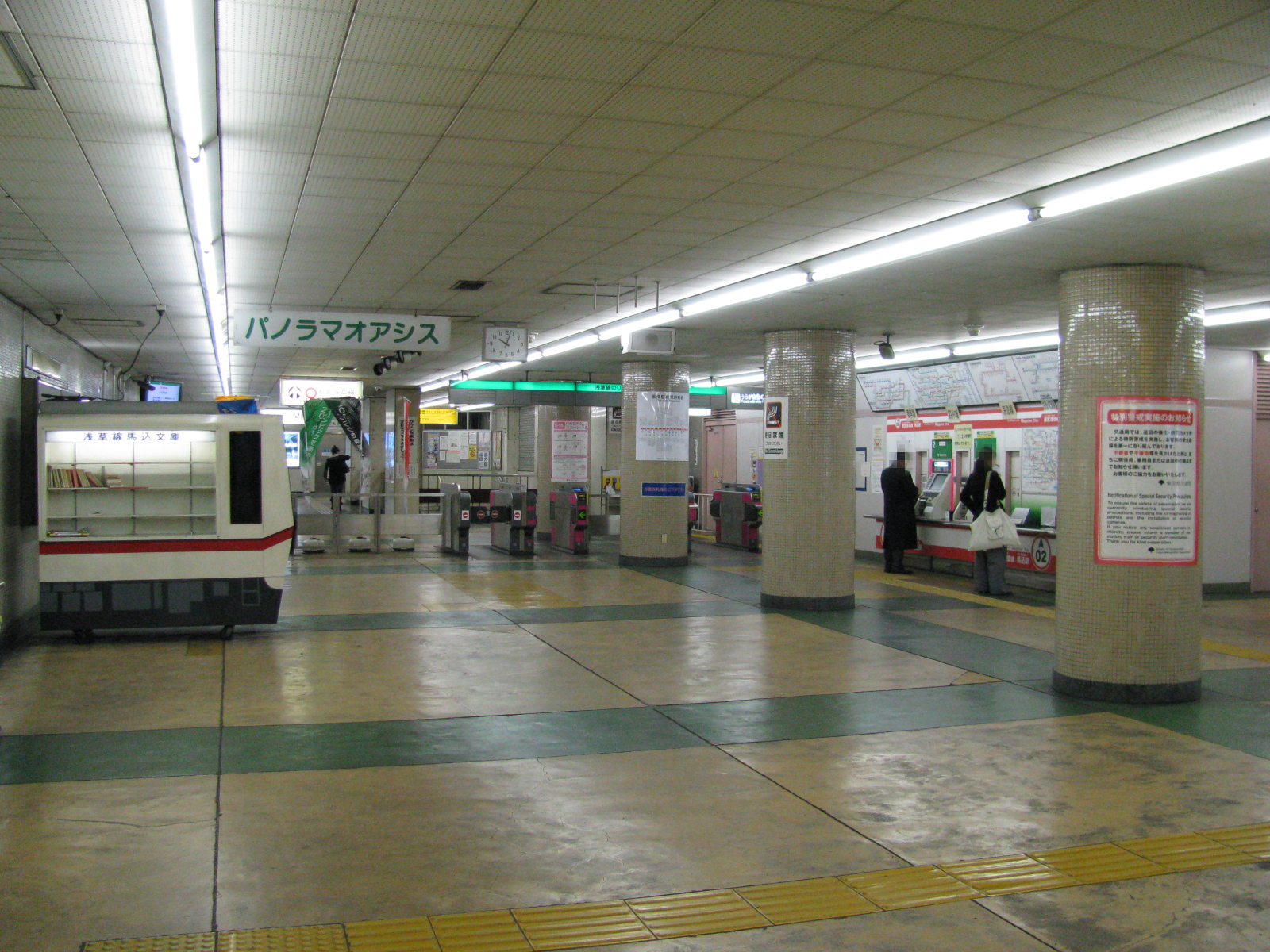
更新前的大堂（2007年1月12日）

## 利用狀況
2017年度一日平均上下車人次為27,720人（上車人次14,176人、下車人次13,544人）。
各年度一日平均上車、上下車人次如下表。
| 年度               | 1日平均 上下車人次 | 1日平均 上車人次 | 來源     |
| ------------------ | ------------------ | ---------------- | -------- |
| 1990年（平成02年） |                    | 11,888           | [ * 1 ]  |
| 1991年（平成03年） |                    | 12,189           | [ * 2 ]  |
| 1992年（平成04年） |                    | 12,362           | [ * 3 ]  |
| 1993年（平成05年） |                    | 12,301           | [ * 4 ]  |
| 1994年（平成06年） |                    | 12,274           | [ * 5 ]  |
| 1995年（平成07年） |                    | 11,831           | [ * 6 ]  |
| 1996年（平成08年） |                    | 11,934           | [ * 7 ]  |
| 1997年（平成09年） |                    | 11,981           | [ * 8 ]  |
| 1998年（平成10年） |                    | 11,874           | [ * 9 ]  |
| 1999年（平成11年） |                    | 11,667           | [ * 10 ] |
| 2000年（平成12年） |                    | 11,819           | [ * 11 ] |
| 2001年（平成13年） |                    | 12,197           | [ * 12 ] |
| 2002年（平成14年） |                    | 12,247           | [ * 13 ] |
| 2003年（平成15年） | 22,889             | 11,874           | [ * 14 ] |
| 2004年（平成16年） | 22,608             | 11,751           | [ * 15 ] |
| 2005年（平成17年） | 22,463             | 11,682           | [ * 16 ] |
| 2006年（平成18年） | 22,886             | 11,901           | [ * 17 ] |
| 2007年（平成19年） | 23,732             | 12,290           | [ * 18 ] |
| 2008年（平成20年） | 23,653             | 12,225           | [ * 19 ] |
| 2009年（平成21年） | 23,517             | 12,111           | [ * 20 ] |
| 2010年（平成22年） | 23,092             | 11,876           | [ * 21 ] |
| 2011年（平成23年） | 22,898             | 11,782           | [ * 22 ] |
| 2012年（平成24年） | 23,751             | 11,814           | [ * 23 ] |
| 2013年（平成25年） | 24,577             | 12,635           | [ * 24 ] |
| 2014年（平成26年） | 24,750             | 12,708           | [ * 25 ] |
| 2015年（平成27年） | 25,630             | 13,137           | [ * 26 ] |
| 2016年（平成28年） | 26,358             | 13,509           | [ * 27 ] |
| 2017年（平成29年） | 27,720             | 14,176           |          |

## 車站周邊
- 大田區立馬込圖書館[1]
- 朋優學院高等學校
- 環七通[1]
- 第二京濱（國道1號）

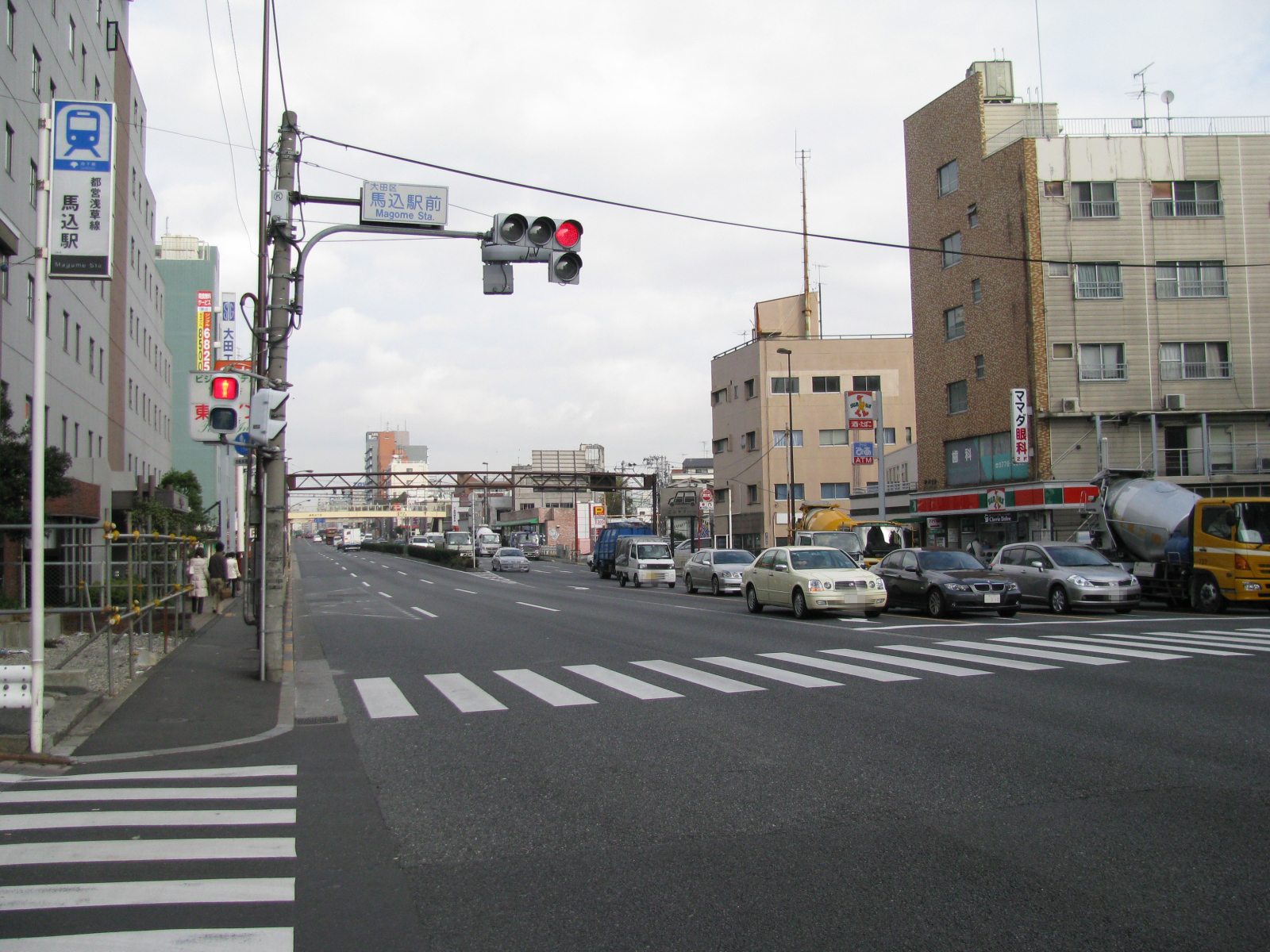
站前風景（2007年1月12日）

  - 環七通與第二京濱交會的松原橋交差點是日本最早的立體交差點。該交差點下是A1出入口。
- 理光大森事業所（本店。本社在中央區銀座。）
- 品川區立富士見台中學校（日语：品川区立冨士見台中学校）[1]
- 大田區役所馬込特別出張所[8]
- 大田區立馬込第三小學校（日语：大田区立馬込第三小学校）
- 長野計器（日语：長野計器）本社
- 銀座山形屋（日语：銀座山形屋）馬込店

## 巴士路線
最近的巴士站是第二京濱與環七上的「馬込站前」巴士站。以下路線由東急巴士運行。
- 馬込站前（第二京濱）
  - 反01：往五反田站／往川崎站西口北
  - 反02：往五反田站／往池上警察署（日语：池上警察署）
- 馬込站前（環七）
  - 森06、森07：上池上循環往大森站
  - 森91：往大森操車所／往新代田站

## 相鄰車站
都營地下鐵
 淺草線
西馬込（A 01）－馬込（A 02）－中延（A 03）

## 來源
東京都統計年鑑
1. ↑  .   [2019-02-03]. （原始内容存档于2016-03-05）. （页面存档备份，存于）
2. ↑  .   [2019-02-03]. （原始内容存档于2016-03-05）. （页面存档备份，存于）
3. ↑  .   [2017-07-30]. （原始内容存档于2013-08-15）. （页面存档备份，存于）
4. ↑  .   [2017-07-30]. （原始内容存档于2013-02-03）. （页面存档备份，存于）
5. ↑  .   [2017-07-30]. （原始内容存档于2013-02-03）. （页面存档备份，存于）
6. ↑  .   [2017-07-30]. （原始内容存档于2013-02-03）. （页面存档备份，存于）
7. ↑  .   [2017-07-30]. （原始内容存档于2013-02-03）. （页面存档备份，存于）
8. ↑  .   [2017-07-30]. （原始内容存档于2016-03-04）. （页面存档备份，存于）
9. ↑  東京都統計年鑑（平成10年）PDF
10. ↑  東京都統計年鑑（平成11年）PDF
11. ↑  .   [2017-07-30]. （原始内容存档于2016-03-04）. （页面存档备份，存于）
12. ↑  .   [2017-07-30]. （原始内容存档于2016-03-04）. （页面存档备份，存于）
13. ↑  .   [2017-07-30]. （原始内容存档于2017-07-29）. （页面存档备份，存于）
14. ↑  .   [2017-07-30]. （原始内容存档于2017-07-29）. （页面存档备份，存于）
15. ↑  .   [2017-07-30]. （原始内容存档于2017-07-29）. （页面存档备份，存于）
16. ↑  .   [2017-07-30]. （原始内容存档于2017-07-29）. （页面存档备份，存于）
17. ↑  .   [2017-07-30]. （原始内容存档于2017-07-29）. （页面存档备份，存于）
18. ↑  .   [2017-07-30]. （原始内容存档于2017-07-29）. （页面存档备份，存于）
19. ↑  .   [2017-07-30]. （原始内容存档于2017-07-29）. （页面存档备份，存于）
20. ↑  .   [2017-07-30]. （原始内容存档于2016-03-26）. （页面存档备份，存于）
21. ↑  .   [2017-07-30]. （原始内容存档于2016-03-27）. （页面存档备份，存于）
22. ↑  .   [2017-07-30]. （原始内容存档于2016-03-25）. （页面存档备份，存于）
23. ↑  .   [2019-02-03]. （原始内容存档于2016-03-27）. （页面存档备份，存于）
24. ↑  .   [2017-07-30]. （原始内容存档于2016-03-22）. （页面存档备份，存于）
25. ↑  .   [2019-02-03]. （原始内容存档于2017-07-30）. （页面存档备份，存于）
26. ↑  .   [2019-02-03]. （原始内容存档于2018-11-09）. （页面存档备份，存于）
27. ↑  .   [2019-02-03]. （原始内容存档于2019-05-02）. （页面存档备份，存于）

## 外部連結
- 馬込 - 東京都交通局